# Phymaturus spurcus
Phymaturus spurcus är en ödleart som beskrevs av  Barbour 1921. Phymaturus spurcus ingår i släktet Phymaturus och familjen Tropiduridae. Inga underarter finns listade i Catalogue of Life.